# Округ Кларк (Ајова)
Округ Кларк (енгл. Clarke County) је округ у америчкој савезној држави Ајова.

## Демографија
По попису из 2010. године број становника је 9.286, што је 153 (1,7%) становника више него 2000. године.
| Група             | 2000.         | 2010.         |
| Белци             | 8.648 (94,7%) | 8.208 (88,4%) |
| Афроамериканци    | 10 (0,1%)     | 39 (0,4%)     |
| Азијати           | 32 (0,4%)     | 37 (0,4%)     |
| Хиспаноамериканци | 369 (4,0%)    | 927 (10,0%)   |
| Укупно            | 9.133         | 9.286         |